# Сочевиця
Сочеви́ця (лат. Lens), (англ. Lentil) — рід однорічних зіллястих рослин родини бобових (лат. Fabaceae). Усього відомо 7 видів, в Україні 4 види (Lens culinaris, Lens ervoides, Lens lamottei, Lens nigricans), з них у культурі звичайна або харчова сочевиця (L. culinaris Medik.), цінна зернобобова культура, поширена переважно в лісостепу. Одну насінину сочевиці називають со́чкою.
За розміром зерна сочевицю поділяють на великонасінну (або тарілкову) і дрібнонасінну. Насіння сочевиці містить пересічно (у %) білка 25–35, крохмалю 47–60, товщу 0,6–4,4, клітковини 2,4–4, золи 2,3–4,4; вітаміни B1 і В2. Зерно використовують на харчові та кормові цілі. Урожай зерна 11–15 центнерів з га. В Україні поширені сорти: Дніпровська 3, Нова луна й Петровська 4/105.

## Види

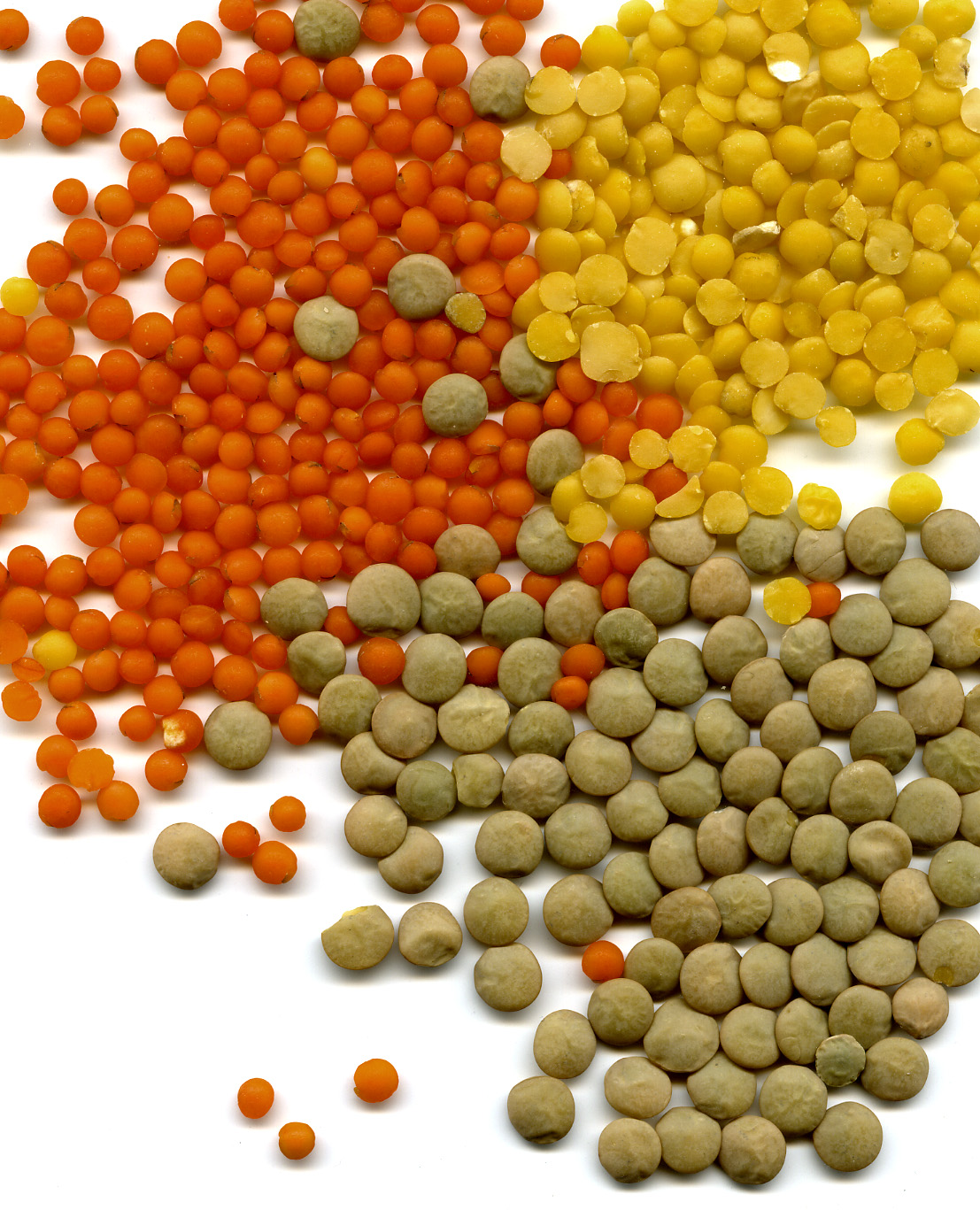
Насіння різних сортів сочевиці (Lens culinaris)

Рід включає сім видів:
- Lens culinaris — Сочевиця звичайна
- Lens ervoides Brign.
- Lens himalayensis Alef. — Сочевиця гімалайська
- Lens kotschyana Boiss.
- Lens lamottei Czefr.
- Lens montbretii Fisch. & C.A.Mey.
- Lens nigricans M.Bieb. — Сочевиця чорна